# Cotswold District
Cotswold ist ein District in der Grafschaft Gloucestershire in England, der nach der Landschaft Cotswolds benannt ist. Verwaltungssitz ist Cirencester; ein weiterer bedeutender Ort ist South Cerney. Das Gebiet ist sehr ländlich geprägt und umfasst hauptsächlich kleine Dörfer und Weiler.
Der Bezirk wurde am 1. April 1974 gebildet und entstand aus der Fusion des Urban District Cirencester sowie der Rural Districts Cirencester, North Cotswold, Northleach und Tetbury.
Cotswold ist ein Hauptverbreitungsgebiet der Megalithanlagen des Cotswold-Severn-tomb-Typs.
Koordinaten: 51° 43′ N, 1° 58′ W